# Spio gorbunovi
Spio gorbunovi är en ringmaskart som beskrevs av Averincev 1990. Spio gorbunovi ingår i släktet Spio och familjen Spionidae. Inga underarter finns listade i Catalogue of Life.